# Vira Narasimha II
Vira Narasimha II fue el rey Hoysala de Kuntala desde 1220 hasta 1234, con su reino ubicado en lo que hoy es Karnataka en la India. Durante su reinado los Hoysalas ganaron mucha influencia en los asuntos del país tamil. Derrotó a los Kadavas y Pandyas y les impuso un tributo. Actuó como apoyo al rey Chola Rajaraja Chola III, quien posiblemente era su yerno, contra las incursiones Pandya. Durante su gobierno, Vira Narasimha hizo de Kannanur Kuppam, cerca de Srirangam, su segunda capital, con la intención de mantener una estrecha vigilancia y control sobre los asuntos del país tamil. Más tarde luchó nuevamente por la causa Chola y marchó hasta Rameswaram. El poeta kannada Sumanobana fue el poeta de la corte del rey Vira Narasimha II.

## Guerras con los Pandyas
Durante el gobierno de Vira Narasimha II, un ejército Hoysala estuvo estacionado en Kanchi, posiblemente para evitar cualquier incursión de los Telugu Chodas de Nellore, la dinastía Kakatiya de Warangal y los Pandyas de Madurai. El monarca Chola Rajaraja III desafió a los Pandyas al no pagar su tributo anual. Sundara Pandya pasó a la ofensiva y derrotó a los Cholas en la batalla de Tellaru. Vira Narasimha II corrió en ayuda de los Cholas, derrotó a los jefes Arcot del Sur y capturó Srirangam. Magadai Mandalam fue invadida nuevamente en 1220-1238. Los comandantes Hoysala Appanna y Samudra-Gopayya luego llegaron a Chidambaram, derrotando en su camino a los jefes Kopperunjinga que eran aliados de Pandya, en la batalla de Perumbalur. Finalmente, al recibir la noticia de que los jefes Kopperunjinga estaban dispuestos a liberar al monarca Chola Rajaraja III de Sendamangalam, donde estaba cautivo, y a considerar a los Cholas un reino libre, los Hoysalas escoltaron al monarca Chola de regreso a Kanchi en 1231. Al mismo tiempo, el propio Vira Narasimha II había derrotado a Sundara Pandya en la batalla de Mahendramangalam. En Srirangam, Narasimha II construyó un mantapa (mandapam) en el templo durante su parada allí en ruta hacia la marcha contra los Pandya. El registro Koyilolugu de la historia del templo Srirangam menciona que el rey Kannada Vira Narasimharaya II construyó la mantapa en el templo y erigió un pilar de la victoria en Setu (Rameswaram).